# Чунеши (Хонийский муниципалитет)
Чунеши (груз. ჩუნეში) — село в Грузии, на территории Хонийского муниципалитета края (мхаре) Имеретия.

## География
Село находится в западной части Грузии, на левом берегу реки Сами, на расстоянии приблизительно 8 километров (по прямой) к северо-востоку от города Хони, административного центра муниципалитета.

## Население
По результатам официальной переписи населения 2014 года, в Чунеши проживало 27 человек (16 мужчин и 11 женщин). В национальной структуре населения грузины составляли 100 %.
| Год  | Население, человек |
| ---- | ------------------ |
| 2002 | 76                 |
| 2014 | ↘ 27               |